# Kapuhan
Kapuhan is een bestuurslaag in het regentschap Magelang van de provincie Midden-Java, Indonesië. Kapuhan telt 3548 inwoners (volkstelling 2010).